# رايموندو ريبوليدو
رايموندو ريبوليدو (بالإسبانية: Raimundo Rebolledo)‏ هو لاعب كرة قدم تشيلي في مركز ظهير ‏، ولد في 14 مايو 1997 في كونثبثيون في تشيلي. لعب مع نادي أونيفرسيداد كاتوليكا.

## وصلات خارجية
- رايموندو ريبوليدو على موقع قاعدة بيانات كرة القدم.إي يو (الإنجليزية)
- رايموندو ريبوليدو على موقع Soccerway.com (الإنجليزية)
- رايموندو ريبوليدو على موقع AS.com (الإسبانية)